# Výlov

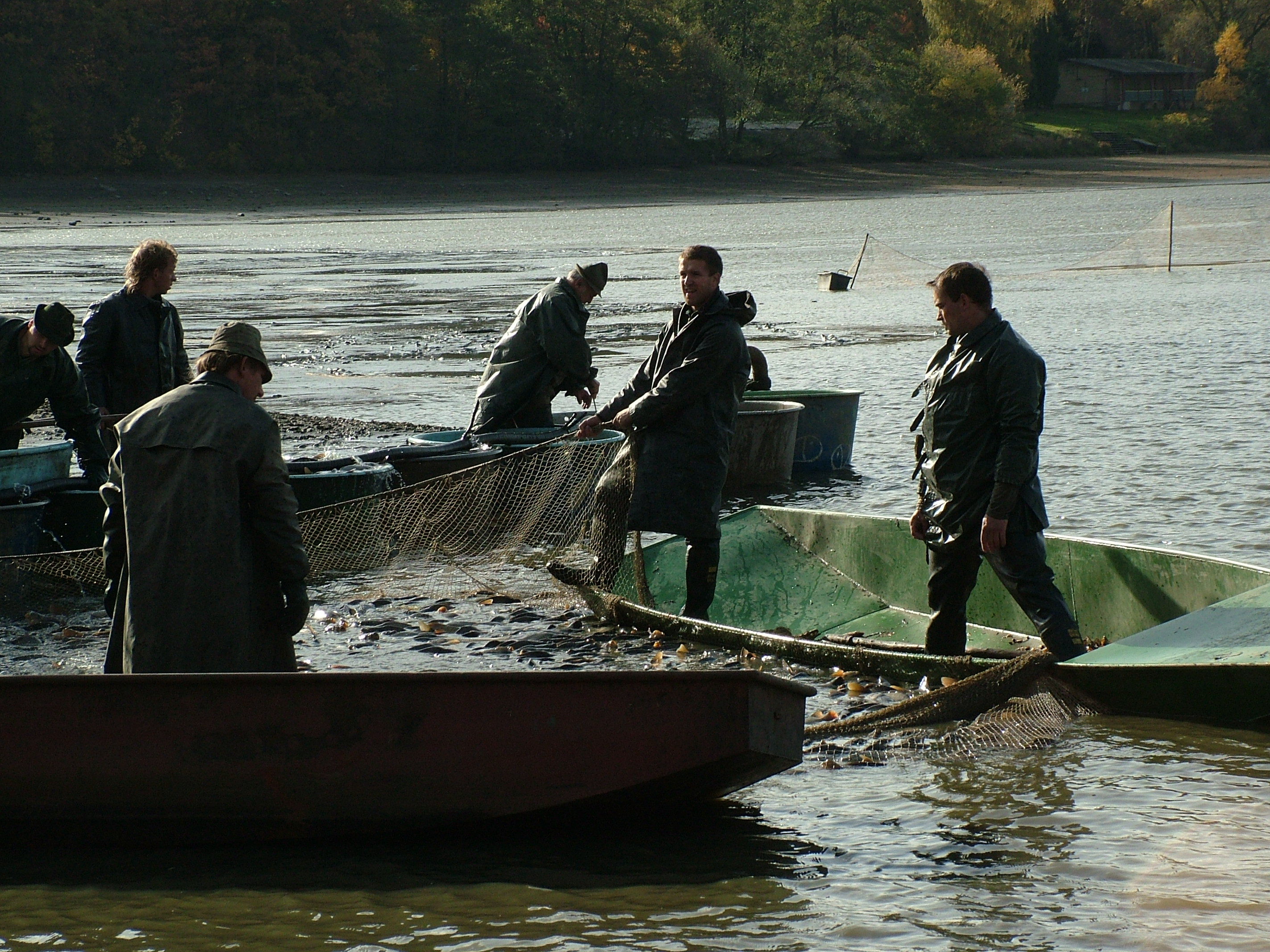
Rybáři během výlovu rybníka

Výlov je proces, při kterém rybáři přemísťují ryby z rybníků. Tato činnost se provádí tak, že dojde k vypuštění rybníka, po kterém začíná vlastní výlov. Ryby jsou loveny buď přímo do sítí v rybníce zatahováním, nebo v lovišti, které může být přímo v rybníce, nebo pod hrází. Ryby jsou poté nabírány podběráky do přenosných vaniček, nošeny do kádí, tříděny váženy a nakládány na dopravní prostředek, který je rozveze na místo určení, většinou do sádek, kde čekají na svůj další osud.
V České republice se konají výlovy především na podzim od září do listopadu a částečně také na jaře v březnu a dubnu.
Tradičně se rybníky vylovují na Huberta (3. listopadu).